# Amatorculus cristinae
Amatorculus cristinae là một loài nhện trong họ Salticidae.
Loài này thuộc chi Amatorculus. Amatorculus cristinae được Hipólito Ruiz López & Antonio D. Brescovit miêu tả năm 2006.